# Nemesea
Nemesea es una banda de rock alternativo originaria de Países Bajos, fundada por Manda Ophuis (vocalista) y Hendrik Jan de Jong (guitarrista) en septiembre de 2002 en Groninga, Países Bajos.

## Biografía
La banda fue fundada septiembre de 2002 en Groninga, Países Bajos. En abril de 2003 la banda tuvo su primera presentación abriendo  un concierto para After Forever y permaneciendo así durante un año. De esta forma atrajeron el interés de un pequeño sello discográfico holandés Ebony Tears en noviembre del 2003. En noviembre del 2004 Nemesea lanzó su álbum debut Mana, posteriormente realizaron una gira en Países Bajos y Bélgica hasta diciembre del 2005. Para este momento ya estaban bien establecidos en la escena nórdica europea del Gótico/Metal sinfónico. Para su segundo álbum Nemesea tuvo conversaciones con algunos de los mayores sellos discográficos, pero al final decidieron firmar con la Holandesa crowdsourcing. En el sitio de internet Sellaband fueron la primera banda en alcanzar ventas de $50,000 en menos de tres meses, superando las expectativas de sus productores. El álbum llamado In control fue lanzado el 21 de junio de 2007. Un acuerdo de distribución hecho con Rough Trade Records llevó el nuevo álbum a las tiendas en Benelux en 26 de octubre de 2007.
La banda también firmó un acuerdo con el agente holandés AT Productions y encontró un nuevo representante en David Arden, hermano de Sharon Osbourne y antiguo representante de James Brown.
En 2011, la banda firmó con Napalm Records, para lanzar su próximo álbum de estudio.

## Miembros
- Hendrik Jan de Jong – guitarra (2002-presente)
- Sonny Onderwater – bajo (2002-presente)
- Steven Bouma - batería (2006-2011, 2016-presente)
- Sanne Mieloo - vocalista (2017-presente)
- Mathijs Van Til - teclados (2017-presente)

### Miembros anteriores
- Manda Ophuis – voz (2002-2016)
- Chris Postma – batería (2002 – 2005)
- Sander Zoer - batería (2005-2006)
- Martijn Pronk – guitarra (2002 – 2007)
- Berto Booijink – teclados (2002 – 2007)
- Frank van der Star – batería (2011 – 2015)
- Lasse Dellbrugge - teclados (2009 - 2015)

## Discografía

### Álbumes de estudio
- Mana (2004)
- In control (2007)
- The Quiet Resistance (2011)
- Uprise (2016)
- White Flag (2019)

### Álbumes en directo
- Pure live @ P3 (2009)